# Перстень з Амстердама
«Перстень з Амстердама» (рос. «Кольцо из Амстердама») — радянський художній фільм, поставлений Кіностудії «Мосфільм» у 1981 році режисером Володимиром Чеботарьовим. Прем'єра фільму відбулася в березні 1982 року.

## Сюжет
Юрій Фастов працює штурманом торгового флоту. Його новий знайомий Міша дав йому в борг гроші на «Волгу», а також допоміг купити дружині Юрія кільце. Вплутавшись в організовані Мішею валютні махінації, Фастов погоджується зайнятися контрабандою з Амстердама діамантів. При спробі провести коштовності через кордон Юрій потрапляє в поле зору іноземної розвідки. Перед загрозою розкриття його валютних злочинів Фастов дає себе завербувати, але, відчуваючи докори сумління, приходить до Комітету державної безпеки з повинною. З цього моменту він починає вести подвійну гру.

## У ролях
- Олександр Збруєв —  Юрій Вікторович Фастов, штурман на теплоході «Альбатрос»
- Паул Буткевич —  Фред, співробітник іноземних спецслужб
- Михайло Волков —  пан Гутман («Петро Іванович»), резидент іноземної розвідки
- Геннадій Корольков —  Краснов, майор держбезпеки
- Всеволод Ларіонов —  Миша Суліков, контрабандист
- Людмила Стоянова —  Валентина, дружина Фастова
- Валентина Воїлкова —  Олена, студентка інституту культури, «підставна дівчинка»
- Олександр Дік —  Джордж Скейнс, шпигун-резидент під прізвищем Синельников Віктор Петрович
- Валерій Шитовалов —  Геннадій Іванович Гриньов, полковник держбезпеки
- Олександр Юшин —  Андрій, фарцовщик
- Ольга Мясникова —  Зоя, подруга Олени
- Валерій Афанасьєв —  Василь, співробітник КДБ
- Володимир Ферапонтов —  Володимир Петрович Доценко, моряк, співає пісню «Кохані, дочекайтеся нас»
- Андрій Ширнін — син Фастова
- Володимир Балон —  містер Лінч
- Лариса Барабанова —  працівниця басейну
- Еве Ківі —  співробітниця іноземних спецслужб
- Віра Новікова —  Ніна, подруга Андрія
- Борис Гусаков —  моряк-підводник Олександр Соколов, друг Фастова
- Микола Сморчков —  Геннадій Іванович, полковник

## Знімальна група
- Автори сценарію — Олег Шмельов, Володимир Востоков
- Режисер-постановник — Володимир Чеботарьов
- Оператор-постановник — Олександр Княжинський
- Художник-постановник — Євген Серганов
- Композитор — Андрій Петров